# Kléberson Davide
Kléberson Davide Krasucki (20 luglio 1985) è un mezzofondista brasiliano.

## Palmarès
| Anno | Manifestazione          | Sede           | Evento      | Risultato  | Prestazione | Note              |
| ---- | ----------------------- | -------------- | ----------- | ---------- | ----------- | ----------------- |
| 2004 | Mondiali juniores       | Grosseto       | 800 m piani | Semifinale | 1'57"97     |                   |
| 2007 | Campionati sudamericani | San Paolo      | 800 m piani | Oro        | 1'49"61     |                   |
| 2007 | Giochi panamericani     | Rio de Janeiro | 800 m piani | Argento    | 1'45"47     |                   |
| 2007 | Mondiali                | Osaka          | 800 m piani | Semifinale | 1'46"45     |                   |
| 2008 | Giochi olimpici         | Pechino        | 800 m piani | Batteria   | 1'48"53     |                   |
| 2009 | Campionati sudamericani | Lima           | 800 m piani | Argento    | 1'49"33     |                   |
| 2009 | Mondiali                | Berlino        | 800 m piani | Batteria   | 1'47"51     |                   |
| 2010 | Mondiali indoor         | Doha           | 800 m piani | Batteria   | 1'49"69     |                   |
| 2011 | Campionati sudamericani | Buenos Aires   | 400 m piani | Oro        | 46"74       |                   |
| 2011 | Campionati sudamericani | Buenos Aires   | 800 m piani | Argento    | 1'52"42     |                   |
| 2011 | Campionati sudamericani | Buenos Aires   | 4x400 m     | Oro        | 3'08"95     |                   |
| 2011 | Mondiali                | Taegu          | 800 m piani | Semifinale | 1'45"06     |                   |
| 2011 | Giochi panamericani     | Guadalajara    | 800 m piani | Argento    | 1'45"75     |                   |
| 2013 | Mondiali                | Mosca          | 800 m piani | Batteria   | 1'48"28     |                   |
| 2014 | Giochi sudamericani     | Santiago       | 800 m piani | Oro        | 1'45"30     | Record dei Giochi |
| 2014 | Giochi sudamericani     | Santiago       | 4x400 m     | Oro        | 3'03"94     | Record dei Giochi |
| 2016 | Giochi olimpici         | Rio de Janeiro | 800 m piani | Semifinale | 1'46"19     |                   |